# Крістофер Оген
Крістофер Оген (англ. Christopher Ohen, нар. 14 жовтня 1970, Бенін-Сіті) — нігерійський футболіст, що грав на позиції нападника. Виступав, зокрема, за національну збірну Нігерії.

## Клубна кар'єра
Народився 14 жовтня 1970 року в місті Бенін-Сіті. Вихованець футбольної школи клубу «Юліус Бергер». Дорослу футбольну кар'єру розпочав 1988 року в основній команді того ж клубу, в якій провів один сезон.
Після участі у молодіжному чемпіонаті світу 1989 року, де забив три голи і став віце-чемпіоном світу, чим привернув увагу мадридського «Реала». Протягом 1989—1991 років захищав кольори резервної команди «Реал Мадрид Б», але до першої команди так і не пробився.
Влітку 1991 року перейшов до клубу другого іспанського дивізіону «Компостела». Відіграв за клуб із Сантьяго-де-Компостела наступні десять сезонів своєї ігрової кар'єри. У складі «Компостели» був одним з головних бомбардирів команди, маючи середню результативність на рівні 0,41 голу за гру першості. У сезоні 1993/94 Крістофер забив 13 голів і допоміг команді вперше в історії вийти до Прімери. У іспанському вищому дивізіоні дебютував 3 вересня 1994 року вдома в грі проти «Реала Сосьєдада» (0:2). Три сезони поспіль він був найкращим бомбардиром «Компостели» в Ла Лізі, забивши відповідно 14, 11 та 17 голів. У четвертому сезоні 1997/98 у нігерійця результативність значно впала і він забив лише 6 голів, через що команда зайняла 17 місце і вилетіла до Сегунди.
Після цього у сезоні 1998/99 Оген грав на правах оренди у складі «Бешикташа», з яким став віце-чемпіоном Туреччини, після чого повернувся в «Компостелу», якій не зумів допомогти врятуватись від вильоту з другого дивізіону за підсумками сезону 2000/01, після чого став гравцем іншого клубу Сегунди «Леганеса», де зіграв лише 3 гри.
Завершив ігрову кар'єру у команді «Юліус Бергер», у складі якої і розпочинав свою ігрову кар'єру.

## Виступи за збірні
1989 року залучався до складу молодіжної збірної Нігерії, з якою став фіналістом молодіжного чемпіонату світу 1989 року, забивши один гол на груповому етапі із Саудівською Аравією (2:1) та дубль у чвертьфіналі з СРСР у легендарному Диві Даммаму (4:4, пен. 5:3).
1997 року зіграв свій єдиний матч у складі національної збірної Нігерії.

## Титули і досягнення
- Чемпіон Африки (U-21): 1989